# Erin Mouré
Erín Mouré (Calgary, Alberta, 1955) es una poeta y traductora canadiense de poesía en idiomas que incluyen francés, gallego, portugués y español al inglés. Ha sido galardonada con varios premios. 

## Primeros años y personal
Su madre, Mary Irene, nació en el 1924 en lo que hoy se conoce como la  Ucrania occidental y emigró a Canadá en 1929. Su padre, William Mouré, nació en Ottawa, Ontarioen 1925 y era el  bisnieto del pintor George Théodore Berthon. Erín Mouré es la mayor de tres, tiene dos hermanos menores, Ken y Bill.
En 1975, Erín Mouré se mudó a Vancouver, Columbia Británica, donde atendió a clases de filosofía de segundo año en la Universidad de Columbia Británica . Después de solo un año de clases, dejó la Universidad de Columbia Británica y consiguió un trabajo en Via Rail Canada, donde continuó escribiendo poesía.all igual que aprendió francés.  Aprendió gallego a principios del siglo XXI para poder traducir la poesía de Chus Pato.
Sigue viviendo en Montreal, Canadá.

## Escritura y estilo
Según una entrevista realizada a principios de la década de los noventa, Mouré tiene cuatro influencias principales que la llevaron a convertirse en escritora, además del trabajo de otros escritores o poetas: <<Paisajes formados por coches, su madre yendo a trabajar, su madre enseñándole a leer y, de alguna manera, perder su sentido del tacto.>> 
Sobre su trabajo más reciente, Melissa Jacques escribió: <<La poesía de Erin Mouré es fragmentada, meta-crítica y explícitamente deconstructiva. Mezclando gente corriente y acontecimientos del día a día con dilemas filosóficos complejos y a veces irresolubles, Mouré desafía las normas de accesibilidad y el sentido común. No sorprende que su trabajo se encuentre con una respuesta mixta. A menudo la complejidad y alienante naturaleza de la escritura presenta problemas para los críticos, incluso entre los defensores de Mouré, el problema de la accesibilidad y la eficacia política son temas recurrentes.>> 
Mouré ha sido nominada, y ha ganado, muchos premios por su escritura y su traducción, entre ellos el Premio Pat Lowther Memorial, el Premio del Gobernador General a la poesía y el Premio A.M. Klein de Poesía. 
Su nuevo libro de poesía, The Elements, se publicó  2019.

## Premios y distinciones
- 1988 Premios del Gobernador General para poesía por el volumen Furioso.
- Premio al mejor libro traducido 2014, poesía, preselección para White Piano por Nicole Brossard, del francés[7]
- Griffin Poetry Prize biografía[8]
- 2017 Universidad de Harvard WPR 2017 Comunidad creativa, RESONANCIA: UN MODERNISMO con Erin Moure[9]

## Obras de poesía
- Empire, York Street - 1979 (nominado para el Premio del Gobernador General )
- La vigilia del whisky - 1981
- Wanted Alive - 1983
- Domestic Fuel - 1985 (ganador del Premio Pat Lowther)
- Furious - 1988 (ganador del Premio del Gobernador General de 1988 para poesía )
- WSW - 1989 (ganador del Premio AM Klein de Poesía
- Sheepish Beauty, Civilian Love - 1992
- The Green Word: Selected Poems: 1973–1992 - 1994
- Search Procedures - 1996 (nominado para el Premio del Gobernador General )
- A Frame of the Book - 1999
- Pillage Laud - 1999, reeditado 2011
- O Cidadán - 2002 (nominado para el Premio del Gobernador General )
- Pequeños teatros - 2005 (ganador del Premio AM Klein de Poesía, nominado para un Premio del Gobernador General, nominado para el Premio Pat Lowther, preseleccionado para el Premio Canadiense de Poesía Griffin 2006)
- O Cadoiro - 2007
- Expediciones de una Chimera (colaboración con Oana Avasilichioaei ) - 2009 (preseleccionado para el Premio Klein de Poesía 2011 A.M. )
- O Resplandor - 2010 (preseleccionado para el Premio Klein 2011 de Poesía )
- The Unmemntioable - 2012
- Insecession un libro compartido con Secessin de Chus Pato - 2014
- Kapusta - 2015
- The Elements - 2019

## Traducciones de otros idiomas
- Instalaciones - 2000, traducción del francé con Robert Majzels de Installations de Nicole Brossard
- Sheep's Vigil by a Fervent Person traducción del portugués de Fernando Pessoa / O Guardador de Rebanhos de Alberto Caeiro - 2001 (preseleccionado para el Premio Canadiense de Poesía Griffin 2002)
- Museum of Bone and Water - 2003, traducción del francés con Robert Majzels de Musée de l'os et de l'eau de Nicole Brossard
- Cuaderno de Rosas y Civilización - 2007, traducción del francés con Robert Majzels de Cahier de roses & de civilization de Nicole Brossard (nominada para el Premio del Gobernador General ; preseleccionada para el Premio Canadiense de Poesía Griffin 2008)
- Charenton - 2007, traducción del gallego de Charenton de Chus Pato
- Quase Flanders, Quase Extremadura - 2008, traducción al español de extractos de la poesía de Andrés Ajens
- m-Talá - 2009, traducción del gallego de m-Talá de Chus Pato
- Hordas de escritura - 2011, traducción del gallego de Hordas de escritura de Chus Pato
- Just Like Her - 2011, traducción del francés de Tout come elle de Louise Dupré
- White Piano - 2013, traducción con Robert Majzels del francés del Piano Blanc de Nicole Brossard
- Las canciones gallegas - 2013, traducción del gallego de Cantares Gallegos de Rosalía de Castro
- La secesión - 2014, traducción del Gallego de Secesión de Chus Pato
- Carne de Leviatán - 2016, traducción del gallego de Carne de Leviatán de Chus Pato
- New Leaves - 2016, traducción del gallego de Follas Novas de Rosalía de Castro
- My Dinosaur - 2016, traducción del francés del Mon dinosaure de François Turcot

## Ensayos y otros
- Dos mujeres hablando: correspondencia 1985–1987 - 1994 (con Bronwen Wallace )
- My Beloved Wager essays - 2009